# Neck

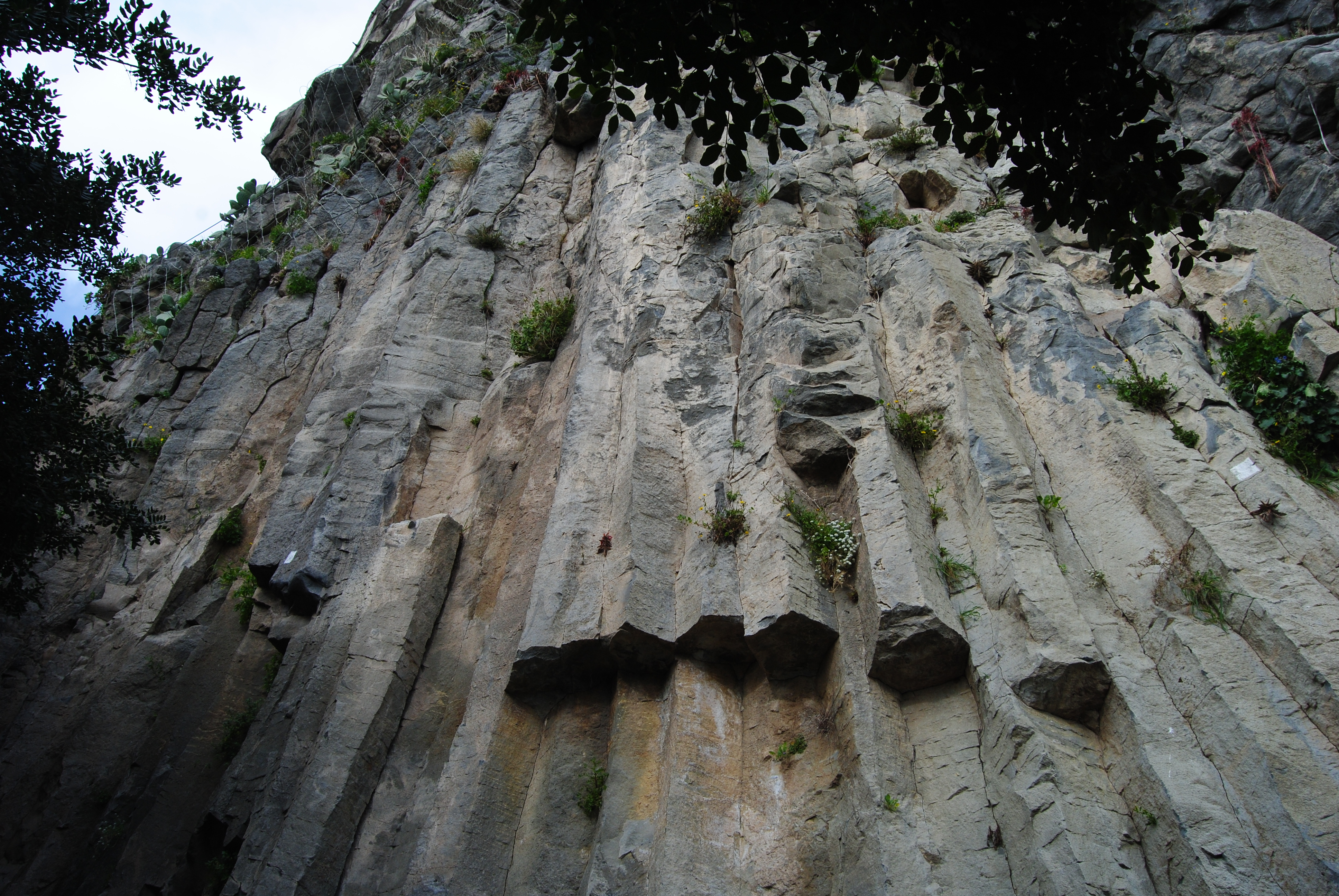
Neck di Motta Sant'Anastasia.

Un neck, detto anche collo vulcanico, è una formazione vulcanica prodotta dalla solidificazione del magma all'interno di un camino vulcanico, una sorta di tappo che riaffiora a seguito dell'erosione del cono vulcanico.

## Descrizione

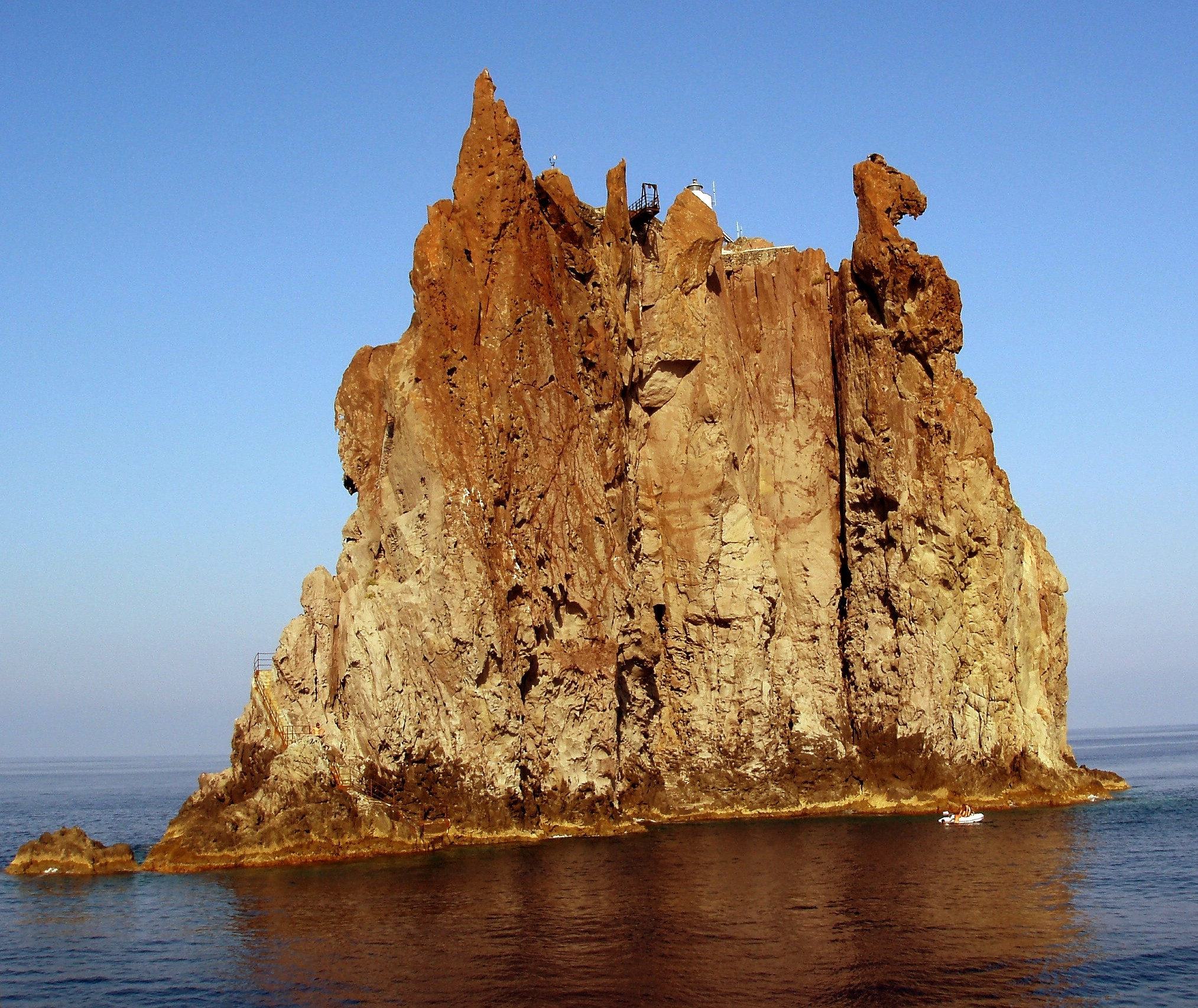
Neck di Strombolicchio nelle Isole Eolie

Queste strutture a forma di torre o collo hanno origine nel condotto vulcanico per solidificazione di aggregati di rocce, generalmente basaltiche, più dense e resistenti all'erosione del cono vulcanico.
I neck sono il residuo dell'erosione dovuta agli agenti esogeni che nel tempo rimuovono la struttura sedimentaria del cono vulcanico inattivo, lasciando visibile il camino vulcanico come reliquia del cono vulcanico scomparso.
I neck si differenziano dai duomi lavici e dalle guglie vulcaniche che sono invece prodotti di estrusione e protrusione dei vulcani attivi, e che generalmente si manifestano sulla sommità del cratere di un vulcano esplosivo (vulcano vesuviano).
Alcuni esempi caratteristici di neck sono lo Strombolicchio nell'Arco Eoliano e le formazioni del massiccio dell'Ahaggar nel Deserto del Sahara.
Un ulteriore esempio di erosione vulcanica è presente in provincia di Catania, a Motta Sant' Anastasia; si stima che il residuo sia presente in zona da circa 550.000 anni. La parte antica del paese è situata nella parte finale del neck.

## Galleria d'immagini

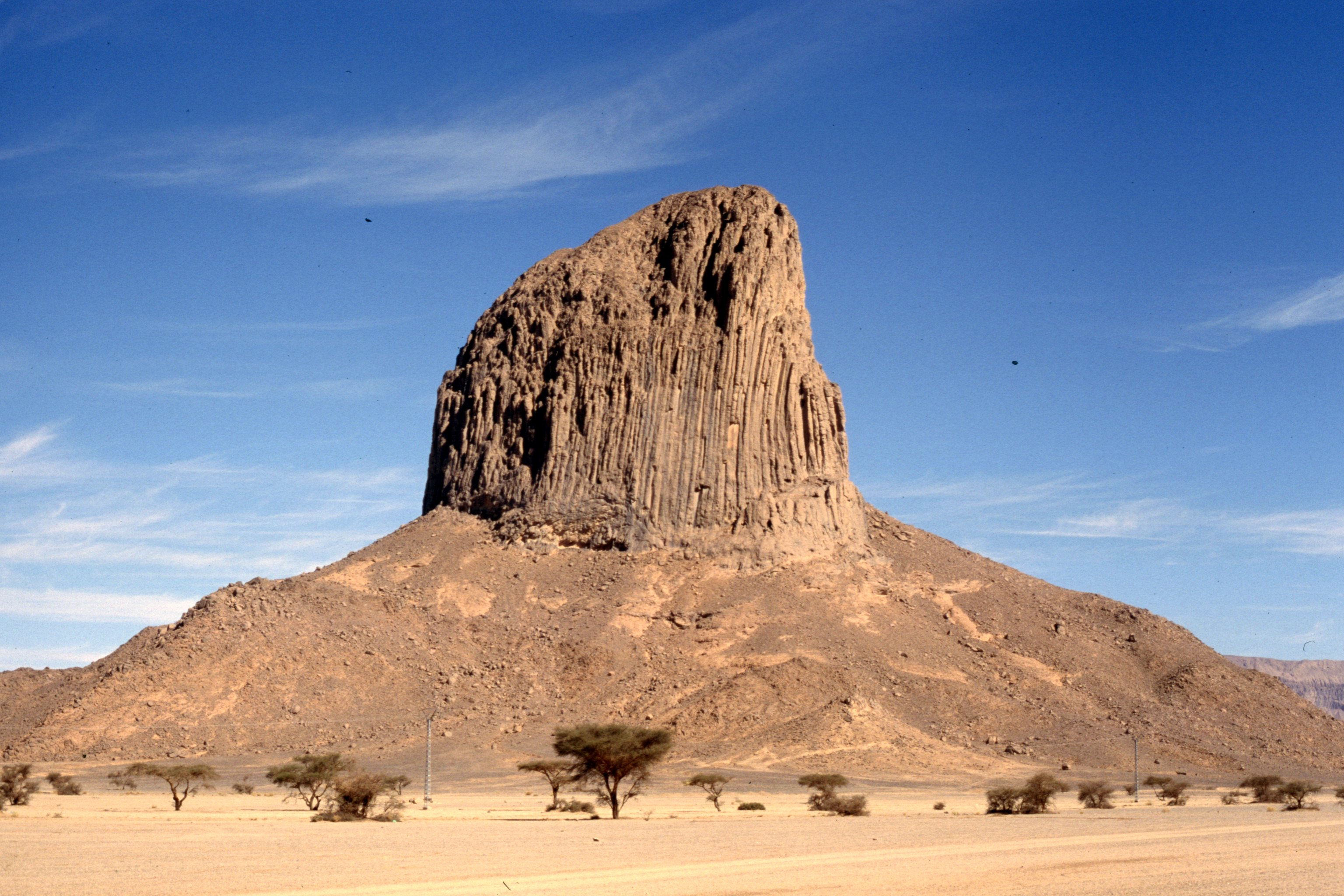
Neck vulcanico di basalto colonnare nel Massiccio dell'Ahaggar
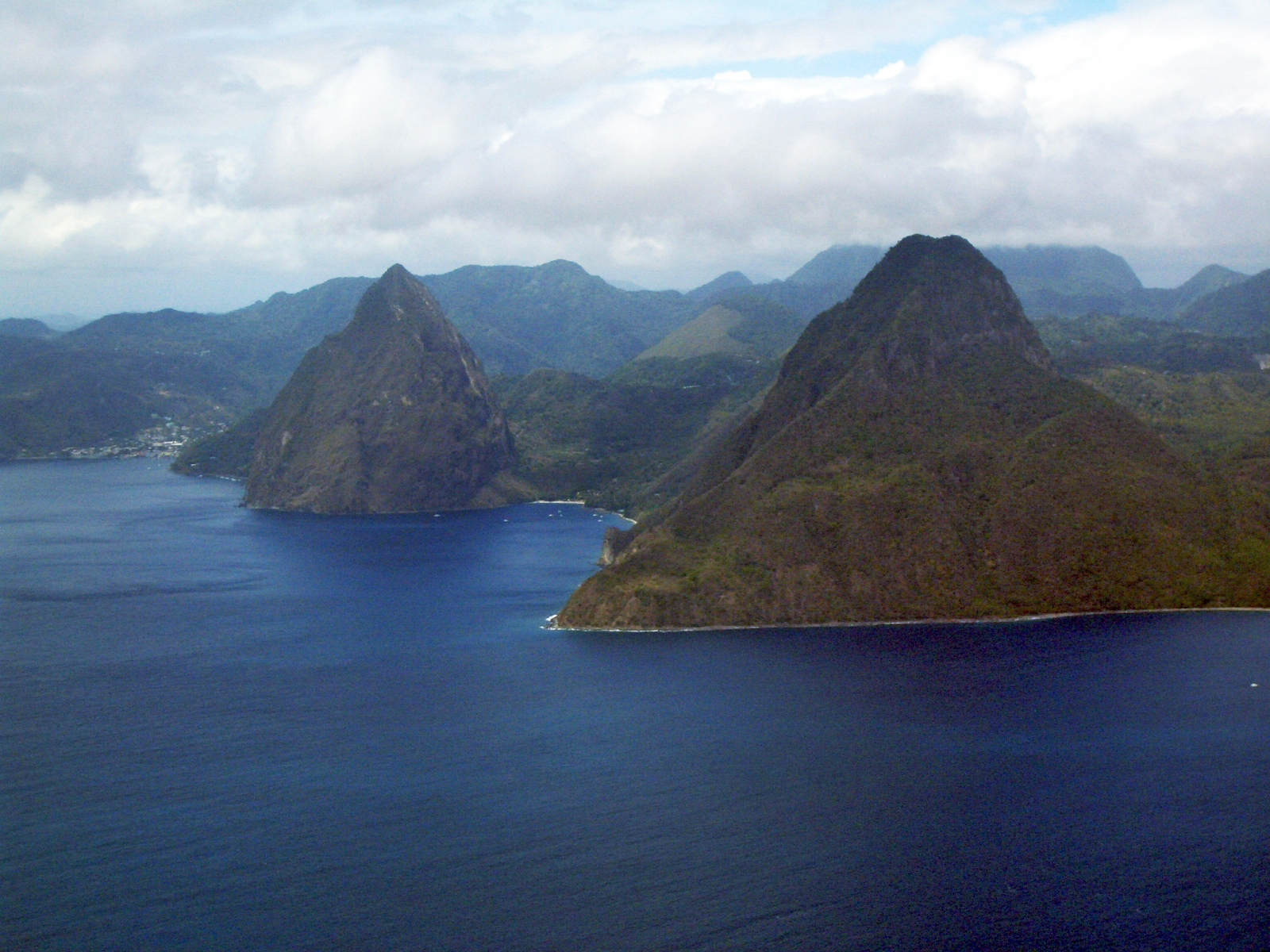
Le due formazioni di Pitons
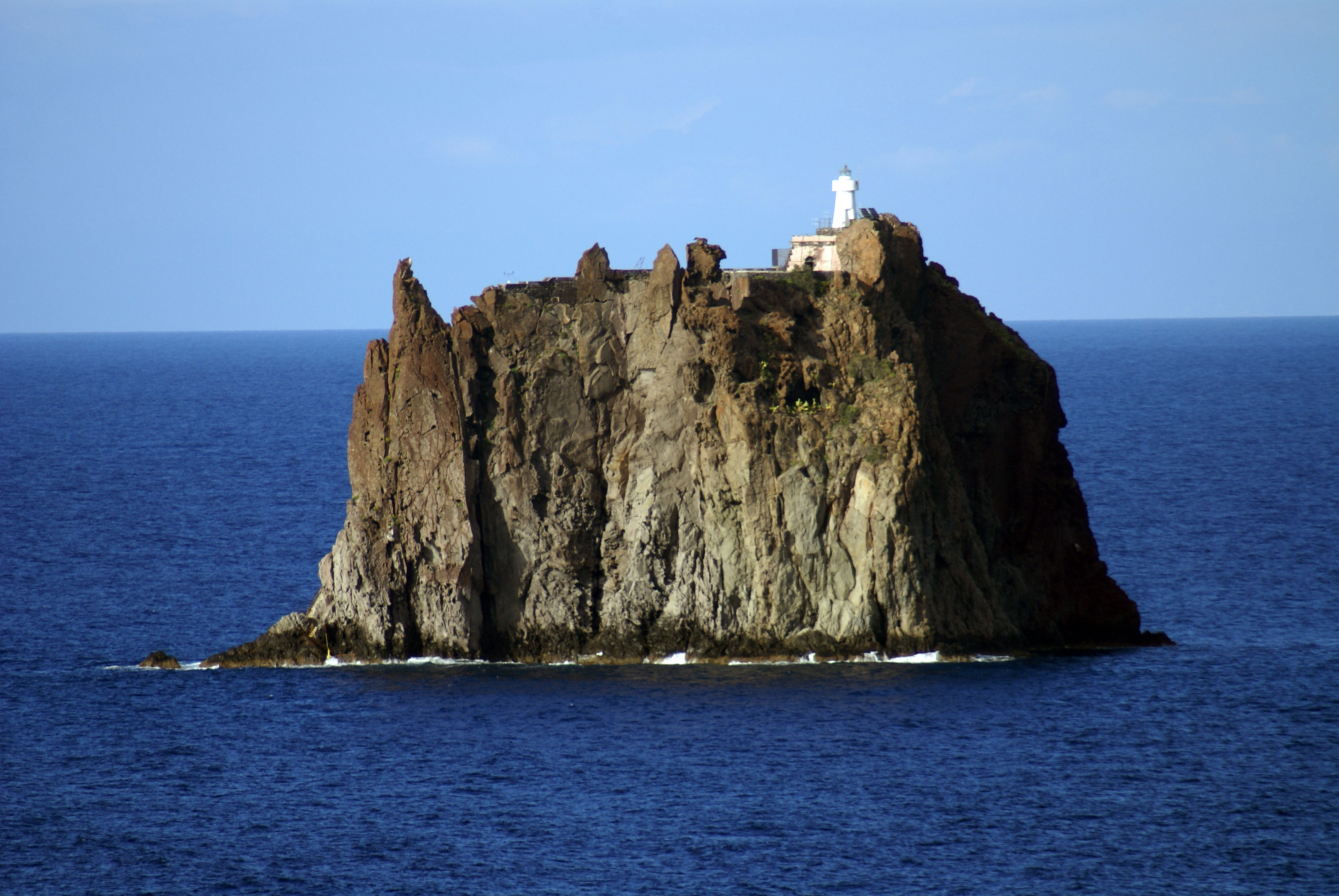
Strombolicchio visto da Stromboli
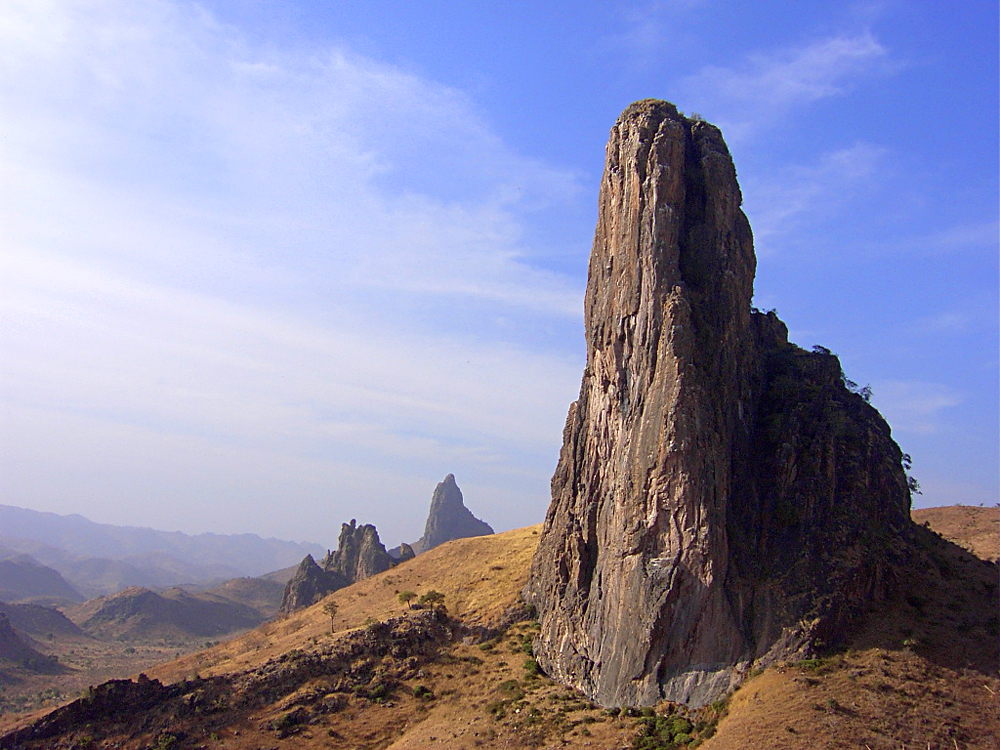
Neck vicino a Rhumsiki, Estremo Nord (Camerun)
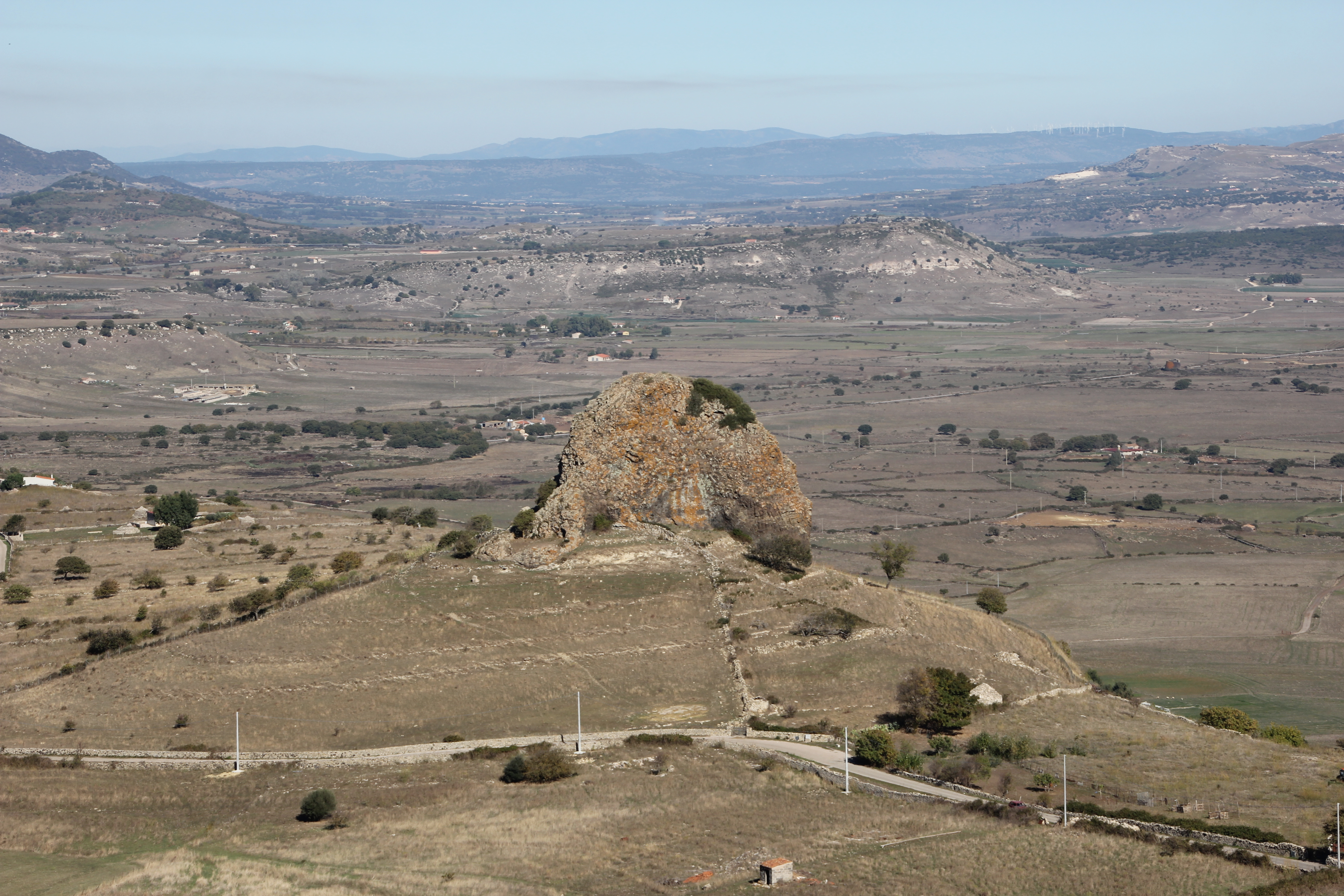
Neck vulcanico nei pressi di Giave (Sassari) "Rocca Pedra Mendalza"